# Jardín botánico del Sudeste
El Jardín botánico del Sudeste en japonés: 東南植物楽園 (Tōnan shokubutsu rakuen), también conocido como Paraíso de las plantas del Sudeste, es un jardín botánico y museo de 40.47 hectáreas (100 acres) de extensión de carácter privado y comercial, que se encuentra en la ciudad de Okinawa, Japón.
El código de reconocimiento internacional del "Tōnan shokubutsu rakuen" como institución botánica (en el Botanical Gardens Conservation International BGCI), así como las siglas de su herbario es OKINA.

## Localización y horario
Este jardín botánico se encuentra ubicado en la isla de Okinawa, y goza de un clima subtropical.
東南植物楽園 (Tōnan shokubutsu rakuen) 2146 Chibana Okinawa-jima, Okinawa-ken 904-2143 Japón
Planos y vistas satelitales26°22′30″N 127°48′24″E / 26.37500, 127.80667
Abren diariamente y hay que pagar una tarifa de entrada.
Asociado a este jardín botánico se encuentra el "Parque Himeyuri" (Reino Internacional de los Cactus) que alberga más de 450 taxones de cactus y suculentas (1,000,000 de plantas individuales)

## Historia

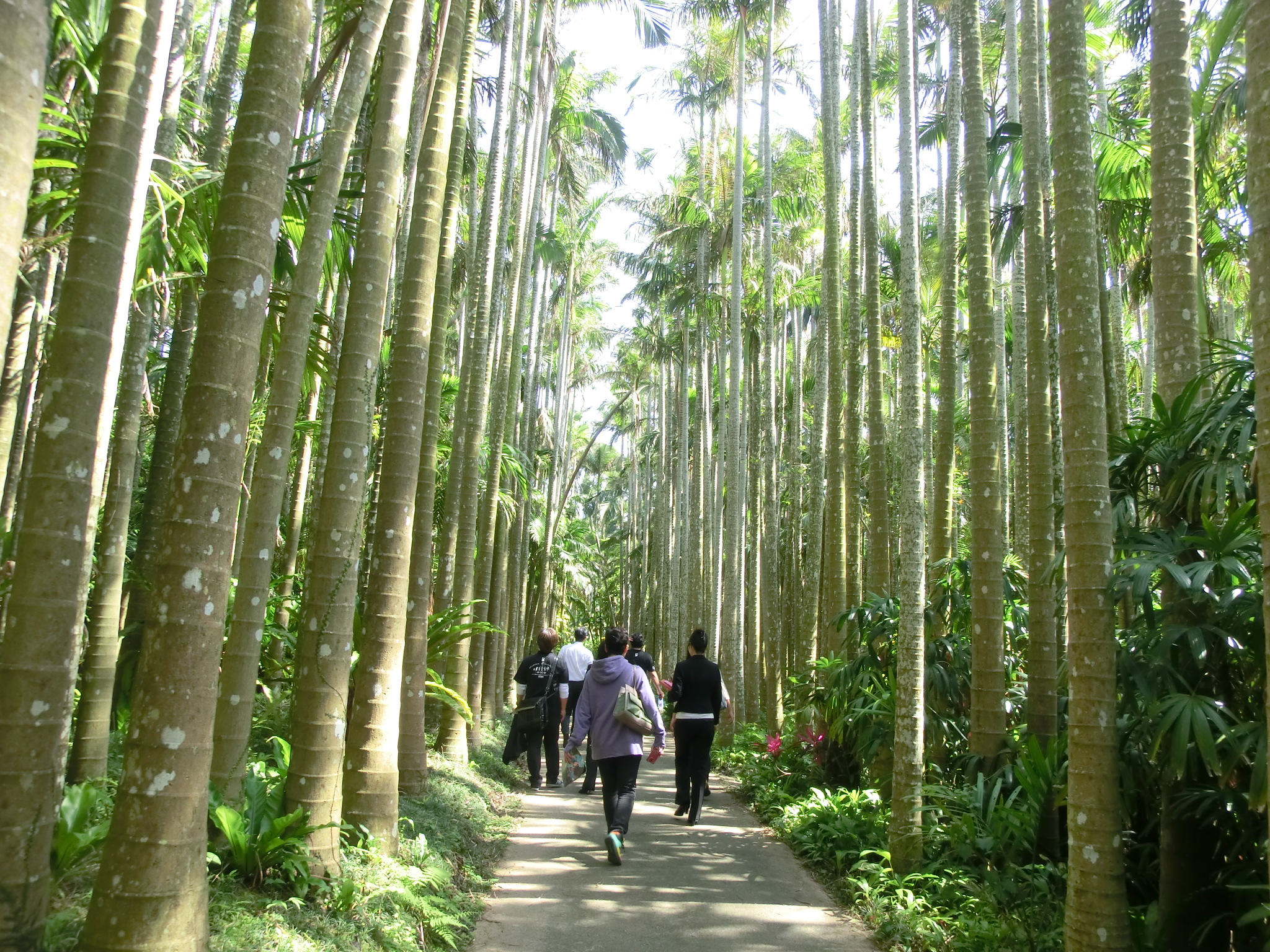
Paseo entre palmeras.

Este jardín botánico tiene como fecha de su creación en marzo de 1968 como "granja Obayashi" siendo originalmente unos terrenos agrícolas siendo más tarde nombrado "Paraíso del Sudeste".
En febrero de 1970 se establece la empresa "Paraíso de las Plantas del Sudeste Limitada" (Kyuen).
En 1973 la empresa fue renombrada a "Paraíso de Plantas del Sudeste" y "Paraíso del Sudeste".

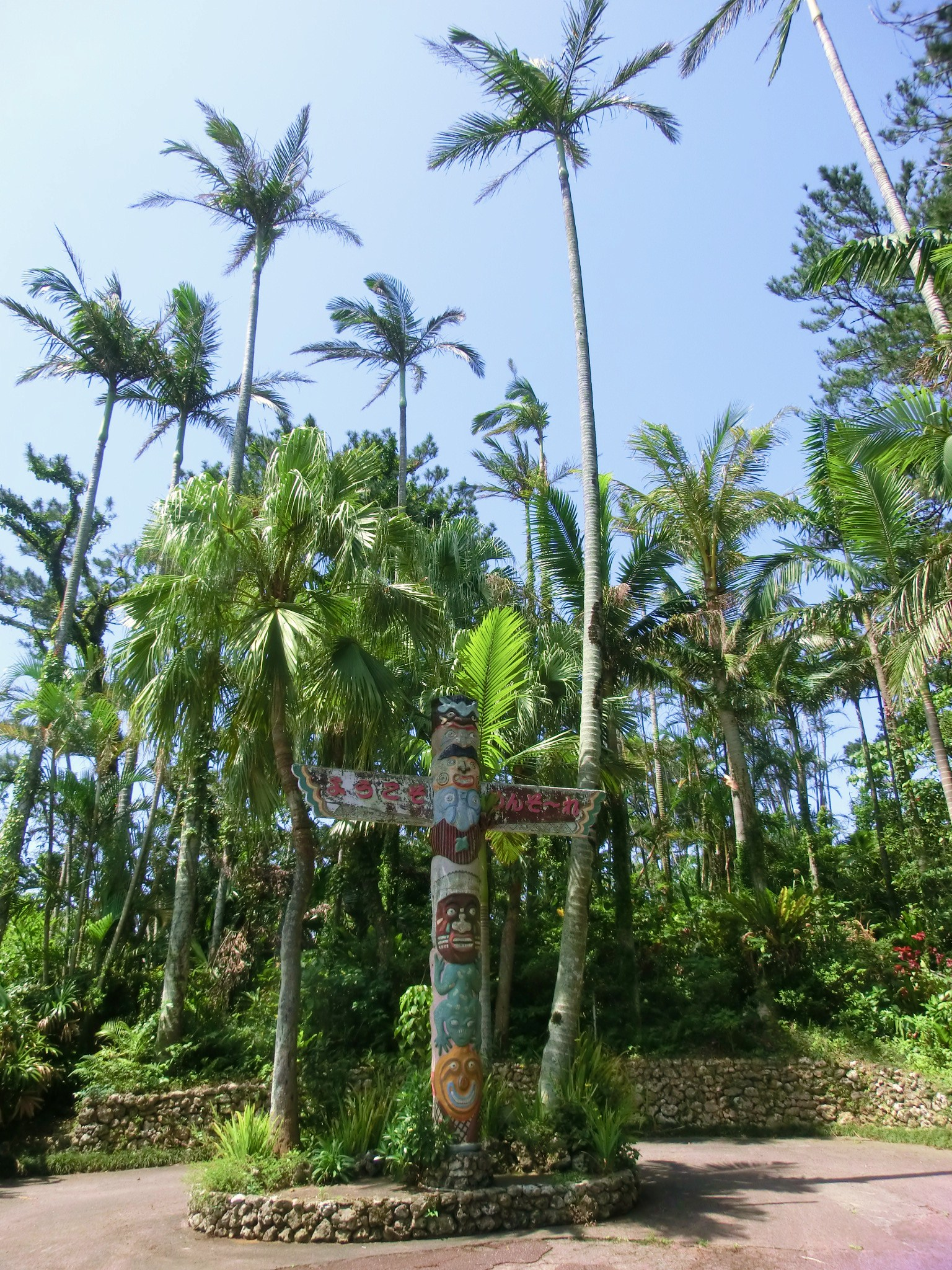
Poste Totem "Re Mensore".

En diciembre de 1981 adquiere la certificación (N º 1 prefectura) en la Prefectura de Okinawa como instalación equivalente a Museo.
En septiembre de 2002 se reacondiciona el parque con un gran restaurante, iniciando el negocio del restaurante (Botanical Garden Restaurant).
En febrero de 2005 inicio del proyecto de la marca original de moda " Kibana ~ Bocca".
En enero de 2009 inicia la empresa de agroindustria. Con una operación a gran escala de la producción y venta de plantas con flores, verduras.
El 29 de diciembre del 2010 los jardines fueron cerrados al público por razones administrativas, anunciando que serían reabiertos el 6 de julio del 2013 bajo la administración de nuevo propietario.
En marzo del 2013 se hace la transmisión de empresas establecidas Kyuen en el grupo "Tapikku".

## Colecciones
El jardín botánico alberga más de especies de 2,000 plantas
Entre las colecciones que alberga se encuentran:
- Árboles y arbustos de zonas tropicales y subtropicales
- Plantas herbáceas perennes
- Plantas acuáticas
- Palmetum con 450 especies de palmas
- Colección de árboles frutales tropicales.
- Plantas tropicales ornamentales
- Lago de Polinesia con koi.
- Museo de la naturaleza con una colección de insectos.